# HMS Industrial Networks
HMS Industrial Networks (HMS) ist ein international tätiges Unternehmen im Bereich der industriellen Kommunikation in der Automatisierungstechnik aus Halmstad, Schweden. HMS entwickelt, fertigt und vertreibt Lösungen für die Kopplung von Automatisierungsgeräten und Systemen mit industriellen Kommunikationsnetzwerken sowie Lösungen für die industrielle Fernwartung und Betriebsdatenerfassung.
Das Unternehmen zählt zu den Technologieführern in diesem Marktsegment. HMS ist an der Nordischen Wertpapierbörse OMX im Bereich Small Cap IT gelistet.

## Geschichte
HMS wurde 1988 von Nicolas Hassbjer in Halmstad (Schweden) gegründet. Das Unternehmen befasste sich anfänglich mit der Entwicklung von Sensoren. Nach kurzer Zeit wurde der Fokus auf die Industrielle Kommunikation verschoben. Unter der Marke Anybus entwickelte das Unternehmen eine Technologie, die es Herstellern von Automatisierungsgeräten erleichtert ihre Geräte mit den zahlreichen industriellen Netzwerken zu verbinden. Basierend auf dieser Technologie bietet HMS einbaufertige Kommunikationsmodule für industrielle Feldbus und Industrial Ethernet Netzwerke an. Die Anybus Technologie ist heute ein weit verbreiteter De-facto-Standard in der Automatisierungstechnik.
Auf Grund der Nachfrage nach industrieller Kommunikationstechnologie außerhalb Skandinaviens baute HMS ein weltweites Vertriebsnetz auf. Es gibt eigene
Niederlassungen in den USA (Chicago), Japan (Tokio), China (Peking), Deutschland (Karlsruhe, Ravensburg), Italien (Mailand), Frankreich (Mülhausen), Dänemark (Kopenhagen), England (Coventry) und Indien (Pune). Die Fertigung erfolgt ausschließlich im Stammhaus.
HMS zeichnet sich durch ein konstantes Wachstum aus. HMS beschäftigt ca. 750 Mitarbeiter (Stand: 4. Quartal 2021) und erwirtschaftete im Jahre 2020 einen Umsatz von 145 Millionen Euro. HMS hat weltweit etwa 2000 Kunden, darunter die Großunternehmen ABB, Schneider Electric, Siemens und Rockwell Automation sowie kleine und mittlere Unternehmen aus der Automatisierungstechnikbranche.
Am 1. Februar 2013 hat HMS die IXXAT Automation GmbH mit Sitz in Weingarten zu 100 % übernommen.

## Produktpalette

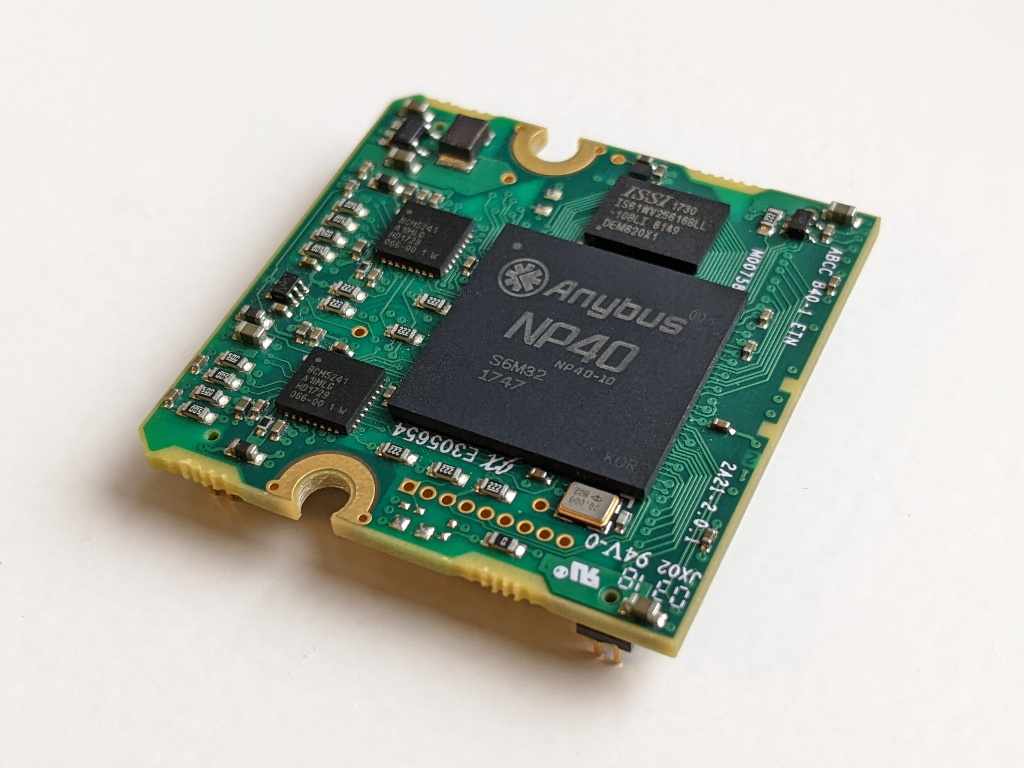
Anybus CompactCom B40

Die HMS-Produktpalette wird unter den Markennamen Anybus, IXXAT und Netbiter weltweit vertrieben.
Die Anybus und IXXAT Produktfamilien umfassen  embedded Busmodule, Gateways, Protokollkonverter und PCI-Karten für alle wichtigen industriellen Feldbus- und Industrial Ethernet Kommunikationsnetzwerke. Sie bieten Herstellern und Anwendern von Automatisierungsgeräten einbaufertige Lösungen zur Kopplung der Automatisierungsgeräte und Systeme mit Profibus, Interbus, CAN,  CANopen, Modbus-RTU, Modbus-Plus, CC-Link, AS-Interface, DeviceNet, ControlNet, Lonworks, FIPIO, Profinet, EtherNet/IP, Modbus-TCP, SERCOS III, Ethernet Powerlink und EtherCAT.
Die Netbiter Produktfamilie umfasst Lösungen für die Fernwartung und Betriebsdatenerfassung von Automatisierungssystemen und Anlagen.